# Coralys Ortiz
Coralys Ortiz (* 16. April 1985) ist eine puerto-ricanische Speerwerferin, die zu Beginn ihrer Karriere auch im Siebenkampf an den Start ging.

## Sportliche Laufbahn
Erste internationale Erfahrungen sammelte Coralys Ortiz 2004 bei den Zentralamerika- und Karibikjuniorenmeisterschaften (CAC) in Coatzacoalcos, bei denen sie mit einer Weite von 48,45 m die Goldmedaille gewann, ehe sie bei den Juniorenweltmeisterschaften in Grosseto mit 42,71 m in der Qualifikation ausschied. Im Jahr darauf nahm sie im Siebenkampf an den CAC-Meisterschaften in Nassau teil und belegte dort mit 5019 Punkten den vierten Platz. Bei den Ibero-Amerikanischen Meisterschaften 2006 in Ponce wurde sie mit 5126 Punkten Vierte im Siebenkampf und gewann mit einem Wurf auf 37,86 m die Silbermedaille im Speerwurf hinter der Brasilianerin Alessandra Resende. Anschließend erreichte sie bei den U23-NACAC-Meisterschaften in Santo Domingo mit 41,72 m den achten Platz im Speerwurf und schied im 100-Meter-Hürdenlauf mit 15,11 s in der ersten Runde aus, ehe sie bei den Zentralamerika- und Karibikspielen in Cartagena ihren Siebenkampf nicht beenden konnte.
Vier Jahre später belegte sie bei den Zentralamerika- und Karibikspielen in Mayagüez mit einer Weite von 47,31 m den fünften Platz im Speerwurf und im Jahr darauf wurde sie bei den CAC-Meisterschaften ebendort mit 52,32 m Vierte. Daraufhin nahm sie erstmals an den Panamerikanischen Spielen in Guadalajara teil und klassierte sich dort mit einem Wurf auf 52,81 m auf Rang fünf. Bei den Ibero-Amerikanischen Meisterschaften 2012 in Barquisimeto gelangte sie mit 50,59 m auf Platz sechs und 2013 siegte sie bei den CAC-Meisterschaften in Morelia mit 57,48 m. 2014 erreichte sie bei den Ibero-Amerikanischen Meisterschaften in São Paulo mit 53,68 m Rang vier und gewann im Anschluss beim Panamerikanischen Sportfestival in Mexiko-Stadt mit 58,20 m die Bronzemedaille, wie auch bei den Zentralamerika- und Karibikspielen in Xalapa, bei denen sie sich mit 54,53 m der Kolumbianerin Flor Ruíz sowie Abigail Gómez aus Mexiko geschlagen geben musste.
2015 wurde sie bei den NACAC-Meisterschaften in San José mit 49,81 m Vierte und im Jahr darauf gewann sie bei den Ibero-Amerikanischen Meisterschaften in Rio de Janeiro mit 58,31 m die Bronzemedaille hinter der Kolumbianerin Ruiz sowie Laila Ferrer de Silva aus Brasilien. 2018 gewann sie bei den Zentralamerika- und Karibikspielen in Barranquilla mit einer Weite von 56,27 m die Silbermedaille hinter der Kolumbianerin María Lucelly Murillo. Anschließend gewann sie bei den NACAC-Meisterschaften in Toronto mit einem Wurf auf 54,71 m Bronze hinter den beiden US-Amerikanerinnen Ariana Ince und Bethany Drake. Im Jahr darauf nahm sie erneut an den Panamerikanischen Spielen in Lima teil und gelangte dort mit 51,74 m auf Rang elf. 2022 belegte sie bei den Ibero-Amerikanischen Meisterschaften in La Nucia mit 55,19 m den sechsten Platz und im Juli schied sie bei den Weltmeisterschaften in Eugene mit 58,52 m in der Vorrunde aus. Daraufhin wurde sie bei den NACAC-Meisterschaften in Freeport mit 55,68 m Vierte.
In den Jahren 2004, 2006, 2008 und 2010, 2013 und 2015 sowie 2015 und 2019 und 2021 und 2022 wurde Ortiz puerto-ricanische Meisterin im Speerwurf.

## Persönliche Bestleistungen
- Speerwurf: 62,31 m, 17. Juni 2022 in Gurabo (puerto-ricanischer Rekord)
- Siebenkampf: 5321 Punkte, 29. Mai 2005 in San Juan